# Tom Cruise
Thomas Cruise Mapother IV (født 3. juli 1962 i Syracuse, New York, USA), bedre kendt under sit kunstnernavn Tom Cruise, er en amerikansk skuespiller og producer. Cruise begyndte sin skuespillerkarriere i begyndelsen af 1980'erne og fik sit gennembrud med hovedroller i komediefilmen Risky Business (1983) og actionfilmen Top Gun (1986). Kritisk anerkendelse kom med hans roller i dramaerne The Color of Money (1986), Rain Man (1988) og Født den 4. juli (1989). Som en førende Hollywood-stjerne i 1990'erne medvirkede han i flere kommercielt succesfulde film, inklusive dramaet Et spørgsmål om ære (1992), thrilleren The Firm (1993), horror filmen En vampyrs bekendelser (1994) og dramakomedien Jerry Maguire (1996). For sin rolle i sidstnævnte vandt han en Golden Globe Award for bedste skuespiller og modtog sin anden Oscar-nominering.
Cruises præstation som motiverende foredragsholder i dramaet Magnolia (1999) gav ham endnu en Golden Globe-pris og en nominering til Oscar-prisen for bedste mandlige birolle. Siden da har han stort set medvirket i science fiction og actionfilm, etableret sig som en actionstjerne og ofte udført sine egne risikable stunts. Han har spillet Ethan Hunt i alle otte Mission: Impossible-filmene fra 1996 til 2025. Hans andre bemærkelsesværdige roller i genren inkluderer Vanilla Sky (2001), Minority Report (2002), Den Sidste Samurai (2003), Collateral (2004), War of the Worlds (2005), Knight and Day (2010), Jack Reacher (2012), Oblivion (2013), Edge of Tomorrow (2014), The Mummy (2017) og Top Gun: Maverick (2022). Det gav anledning til megen debat i Tyskland, da Tom Cruise havde påtaget sig at spille rollen som Claus von Stauffenberg, der udførte det mislykkede attentat mod Adolf Hitler i 1944, i thrilleren Operation Valkyrie (2008).
Cruise har været gift med skuespillerinderne Mimi Rogers, Nicole Kidman og Katie Holmes. Han har tre børn, hvoraf to blev adopteret under hans ægteskab med Kidman, og den anden er en biologisk datter, han fik med Holmes. Cruise er desuden kendt som prominent medlem og ivrig agitator for Scientology. Cruise har været medlem af Scientology siden hans ekskone Rogers introducerede ham til trosretningen i 1990. Han har tidligere udtalt, at han har overvundet sine problemer med ordblindhed takket være Scientology-grundlæggerens, L. Ron Hubbards særlige teknikker.

## Udvalgte film
- Endless Love (1981)
- De unge helte (1981)
- Jeg har aldrig fået noget (1982)
- Outsideren (1983)
- Fræk Business (1983)
- All the Right Moves (1983)
- Legend (1985)
- Top Gun (1986)
- Det handler om penge (1986)
- Cocktail (1988)
- Rain Man (1988)
- Født den 4. juli (1989)
- Days of Thunder (1990)
- Far and Away (1992)
- Et spørgsmål om ære (1992)
- Firmaets mand (1993)
- En vampyrs bekendelser (1994)
- Mission: Impossible (1996)
- Jerry Maguire (1996)
- Eyes Wide Shut (1999)
- Magnolia (1999)
- Mission: Impossible II (2000)
- Vanilla Sky (2001)
- Minority Report (2002)
- Den sidste samurai (2003)
- Collateral (2004)
- Effection (2005)
- War of the Worlds (2005)
- Mission: Impossible III (2006)
- Operation Valkyrie (2008)´
- Tropic Thunder (2008)
- Knight and Day (2010)
- Jack Reacher (2012)
- Oblivion (2013)
- Edge of Tomorrow (2014)
- The Mummy (2017)
- Mission: Impossible – Fallout (2018)
- Top Gun: Maverick (2022)
- Mission: Impossible – The Final Reckoning (2025)